# 土田アシモ
土田 アシモ（つちだ アシモ、1946年11月10日 - ）は、日本の俳優。東京都出身。宝井プロジェクト所属。身長は165cm、バスト88cm、ウェスト78cm、ヒップ89cm、靴のサイズは25cm。旧芸名は持田 篤。

## 出演

### テレビドラマ
テレビ朝日
- 可愛いだけじゃダメかしら? 第1話（1999年1月11日）※「持田篤」名義
- スーパー戦隊シリーズ 未来戦隊タイムレンジャー - 中田啓三 役
- 相棒 Pre Season2 - マンション管理人 役
- おばはん刑事!流石姫子3 - パーティーの客 役
- 独身3 - 中年の医師 役
- 松本清張 けものみち 第3話
- はみだし刑事情熱系最終章 第5話
- ミステリー民俗学者 八雲樹
- 仮面ライダー電王 - 役員 役

TBS系列
- 失業白書 - 印刷屋 役
- 新幹線'97恋物語 - 列車指令長 役
- サラリーマン金太郎SP - 社員 役

フジテレビ系列
- 危険な関係 - 無線係 役
- ソムリエ - 繰り返しワインを飲みに来る男 役
- 古畑任三郎 - 事務員 役
- 傷だらけのラブソング - 隣人 役
- 春ランマン - 運送屋 役
- クニミツの政 - パン屋 役
- わたしたちの教科書 - 洋食屋「ぶらじる」コック 役
- アンフェア - 交通課課長 役
- アテンションプリーズ第1話 - 管理人 役
- 恋におちたら〜僕の成功の秘密〜
- マルモのおきて - 文房具売り場の店員 役

日本テレビ
- 熱中時代・刑事編 第26話「ハッピーだぜ！熱中刑事」（1979年） - 記者 ※持田篤名義
- 金田一少年の事件簿
- Shin-D ぼくの彼女は外資系 - 親方 役
- ごくせん - 寿司屋主人 役
- プリマダム
- ドン★キホーテ - マンション管理人 役
- 怪物くん完全新作スペシャル!!

NHK
- 櫂 - 植木屋 役
- 死者からの手紙 - 運搬人 役
- スキっと一心太助 - 徳蔵 役
- 藤沢周平の人情しぐれ町 - なじみの主人 役
- 喪服のランデヴー - 食料品店店主 役
- お美也 - 行商人 役
- ハチロー〜母の詩、父の詩〜
- 連続テレビ小説おひさま

ビーエスアイ
- ケータイ刑事 銭形雷第20話

### 映画
- 川の流れのように
- UN LOVED
- OUT

### 吹き替え
- メガ・パイソンVSギガント・ゲイター

### 舞台
- 11匹のネコ
- 一発逆転
- 正しい殺し方教えます
- 病は気から
- 表裏源内蛙合戦 - 将軍徳川家治 役
- 法界坊悪行極楽
- 甚助無用鰯 鍋
- 椿姫